# Tricyphona (Tricyphona) macrophallus actaeon
Tricyphona (Tricyphona) macrophallus actaeon is een ondersoort van de tweevleugelige Tricyphona (Tricyphona) macrophallus uit de familie Pediciidae. De ondersoort komt voor in het Nearctisch gebied.